# Omikron: The Nomad Soul
Omikron: The Nomad Soul (anche noto come The Nomad Soul) è un videogioco d'avventura sviluppato da Quantic Dream e pubblicato nel 1999 da Eidos Interactive per Microsoft Windows. Convertito l'anno successivo per Sega Dreamcast, il titolo è stato successivamente distribuito da Square Enix. Le versioni per PlayStation e PlayStation 2 sono state annullate, nonostante l'avanzato stato di sviluppo del gioco. Un sequel del videogioco è stato annunciato nel 2005.
Ideato da David Cage, il videogioco presenta un personaggio non giocante doppiato da David Bowie che ne condivide le fattezze. Nel corso del gioco sono inoltre presenti cameo della moglie di Bowie Iman e del chitarrista Reeves Gabrels.